# مرکز درمانی سنت ماری (سان فرانسیسکو)
مرکز درمانی سنت ماری (به انگلیسی: St. Mary's Medical Center) یا به اختصار اس‌ام‌ام‌سی (به انگلیسی: SMMC) یک بیمارستان در شهر سان فرانسیسکو، کالیفرنیا، ایالات متحده آمریکا است. این بیمارستان در حال حاضر توسط مؤسسهٔ سلامتی کرامت اداره می‌شود.

## تاریخچه
مرکز درمانی سنت ماری قدیمی‌ترین بیمارستانی است که در سانفرانسیسکو به‌طور مداوم فعال بوده‌است. این بیمارستان در ۲۷ ژوئیه ۱۸۵۷ توسط «خواهران روحانی» افتتاح شد. پیش از این، آن‌ها اولین بیمارستان کانتی را در سانفرانسیسکو، خیابان استوکتون افتتاح کرده بودند. اما پس از آنکه کانتی از پرداخت هزینهٔ خدمات آن‌ها خودداری کرد، مجبور به راه‌اندازی اس‌ام‌ام‌سی شدند.
بیمارستان یادبود سنت فرانسیس نیز مشابه بیمارستان سنت ماری است و در سانفرانسیسکو قرار دارد. این بیمارستان بین مناطق نوب هیل و تندرلوین واقع شده‌است و تنها بیمارستان واقع در مرکز شهر است.
تاریخچهٔ مرکز پزشکی سنت ماری، برگرفته از تلاش‌های فراوان خواهران روحانی، پزشکان و بسیاری از افراد دیگر است که استعدادها و منابع خود را برای خدمت به جامعه سانفرانسیسکو، از جمله فقرا و حاشیه‌نشینان گذاشته بودند.
در سال ۱۸۳۱، وراث ایرلندی کاترین مک آولی از ثروت خود برای تأسیس سازمان خواهران روحانی در صومعه رحمت در دوبلین پایتخت ایرلند استفاده کرد. یک اجتماع آموزشی-پرستاری-خدمات اجتماعی که به دومین سازمان بزرگ زنان مذهبی در جهان تبدیل شده‌است. خواهران روحانی از بسیاری سازمان‌ها و وزارتخانه‌ها، از جمله مرکز پزشکی سنت ماری و مؤسسه سلامتی کرامت حمایت مالی می‌کنند. شش خواهر از منطقه بورلینگام — که کالیفرنیا، فینیکس، آریزونا و پرو را تحت پوشش خود قرار می‌دهد — امروزه همچنان به ایفای نقش‌های حیاتی در سنت ماری ادامه می‌دهند.
در ۱۸۵۴ کشیش هیو گالاگر، به درخواست اولین اسقف اعظم سانفرانسیسکو، جوزف آلمانی حضور خواهران را برای خدمت در سانفرانسیسکو خواستار شد. تقریباً همه ۲۹ خواهر داوطلب شدند. هشت خواهر برای انجام این سفر انتخاب شدند، در رأس آن‌ها خواهر مری باپتیست راسل ۲۵ ساله (خواهر کاترین راسل) بود که از ۱۹ سالگی به این سازمان پیوسته و در اپیدمی وحشتناک وبا در ایرلند در سال ۱۸۴۹ از بیماران پرستاری کرده بود که بعداً به عنوان تجربه‌ای ارزشمند در سانفرانسیسکو ثبت شد.
خواهران با سفری هولناک و سه‌ماهه روبرو شدند. مادر راسل یک کشتی آرکتیک را رزرو کرد و قرار بود در ۱۳ سپتامبر دوبلین را ترک کند. در چرخش سرنوشت، آن کشتی بیش از حد رزرو شد، بنابراین خواهران مجبور شدند چند روز بعد، از لیورپول به کانادا حرکت کنند. کشتی آرکتیک در مه غلیظ با کشتی دیگری برخورد کرد و همه سرنشینان آن مردند. پس از عبور از اقیانوس اطلس، خواهران قبل از سوار شدن به کشتی بخارِ اقیانوس آرام، کورتس، برای آخرین مرحله سفر خود با یک سفر طاقت‌فرسا از ایستموس نیکاراگوئه با قایق و قطار روبرو شدند. راهبه‌های ایرلندی روز جمعه ۸ دسامبر ۱۸۵۴ در سانفرانسیسکو پس از یک طوفان سرد و خاکستری از کشتی پیاده شدند.
پس از چند هفته تقاضای مشترک با خواهران خیریه، خواهران روحانی یک کلبه شش اتاقه در خیابان والجو، روبروی تنها بیمارستان در شهر ۳۵۰۰۰ نفری، بیمارستان استیت مارین اجاره کردند. در عرض چند ماه، خواهران برای کمک به شهری که در بحران قرار گرفته بود فراخوانده شدند. زمانی‌که کشتی اس‌اس عمو سام در تاریخ ۵ سپتامبر ۱۸۵۵ وارد کشور شد، وبای مرگبار آسیایی را با خودش آورد که به مدت شش هفته شهر را ویران کرد.
در این بازهٔ زمانی، قانونگذار کالیفرنیا مسئولیت خود در مورد بیماران بی‌بضاعت را پس گرفت و دستور داد که هر شهرستان باید مراقب خود باشد. هیئت نظارت بر سانفرانسیسکو با استفاده از بودجه قرض گرفته شده خود برای خرید بیمارستان قدیمی خیابان استوکتون، از خواهران تقاضا کرد که راه‌اندازی و سازماندهی اولین بیمارستان شهرستان را بر عهده گیرند.
تا سال ۱۸۵۷، آشکار بود که هیئت نظارت به تعهدات خود در قبال بازپرداخت به خواهران در خصوص هزینه‌های مراقبت از مردم بی‌بضاعت احترام نمی‌گذارد. خواهران ناخواسته مجبور شدند مدیریت رحمت بیمارستان شهرستان را خاتمه دهند. در ۱۹ ژوئیه، بیماران شهرستان منتقل شدند و در ۲۷ ژوئیه خواهران روحانی، ساختمان خیابان استوکتون را به عنوان بیمارستان سنت ماری، اولین بیمارستان کاتولیک در سانفرانسیسکو افتتاح کردند که این آغاز فصل جدیدی از داستان ادامه‌دار آن‌ها در زمینه ارائهٔ خدمات بهداشتی و درمانی به شهر سانفرانسیسکو بود.

## مرگانتان لاوی
در تاریخ ۲۹ اکتبر ۱۹۹۷ انتان لاوی بنیان‌گذار شیطان‌گرایی لاویایی و کلیسای شیطان در همین بیمارستان درگذشت. به گفته کلیسای شیطان، لاوی قبلاً هرگز آنجا بستری نشده بود و او فقط به این خاطر به آنجا منتقل شد که کمترین فاصله را با محل سکونتش داشت.
پس از مرگ لاوی شایعه‌ای منتشر شد که وی توسط تزریق سمی و به دست یک پرستار مسیحی داخل بیمارستان به قتل رسیده‌است. اگرچه این شایعه توسط کلیسای شیطان تکذیب شد اما راجع به نحوه مراقبت از او و احتمال کوتاهی‌های عمدی هیچ توضیحی داده نشد.

## برابرها
1. ↑  County
2. ↑  Stockton
3. ↑  Nob Hill
4. ↑  Tenderloin
5. ↑  Catherine McAuley
6. ↑  Hugh Gallagher
7. ↑  Joseph Alemany
8. ↑  Mary Baptist Russell
9. ↑  Katherine Russell
10. ↑  Arctic
11. ↑  Isthmus
12. ↑  Vallejo
13. ↑  State Marine